# Argyrolobium barbatum
Argyrolobium barbatum är en ärtväxtart som beskrevs av Wilhelm Gerhard Walpers. Argyrolobium barbatum ingår i släktet Argyrolobium och familjen ärtväxter. Inga underarter finns listade i Catalogue of Life.